# Guillaume Ier de Namur
Pour les articles homonymes, voir Guillaume Ier.
Guillaume Ier de Namur, dit le Riche, né vers 1324, mort à Namur le 1er octobre 1391, est marquis de Namur de 1337 à 1391. Il est le cinquième fils de Jean Ier, marquis de Namur, et de Marie d'Artois.

## Biographie
Il a treize ans à la mort de son frère Philippe, et participe avec ardeur aux combats de la guerre de Cent Ans, du côté anglais. Avec la fortune de sa mère, puis celle de sa seconde femme, il acquiert des fiefs et territoires pour agrandir le marquisat de Namur. Malgré ses engagements militaires, la région de Namur connait pendant son règne un paix qui n'est troublée qu'en 1351, à l'occasion d'une révolte des tisserands. Il favorise le développement de l'industrie minière et de la forgerie et modernise la législation dans le but de favoriser le commerce. Le 18 janvier 1362, il obtient de l'empereur Charles IV que Namur soit directement vassal de l'Empire, et non plus du Hainaut.

## Mariages et enfants
Il épouse en premières noces avant le 13 février 1348 Jeanne de Beaumont (1323 † 1350), comtesse de Soissons, fille de Jean de Beaumont, seigneur de Beaumont, et de Marguerite de Nesles, comtesse de Soissons. Excepté une fille morte en bas âge, ils n'ont pas d'autre enfant.
Veuf, il se remarie en secondes noces en mars 1352 à Catherine de Savoie († 1388), fille de Louis II de Savoie, baron de Vaud, et d'Isabelle de Châlon. Ils ont :
- Guillaume II (1355 † 1418), marquis de Namur
- Jean III († 1429), marquis de Namur
- Marie de Namur († 1412), mariée en 1370 Guy de Chatillon († 1397), comte de Soissons et de Blois, puis en 1405, à Pierre de Bréban, dit Clignet, seigneur de Landreville, amiral de France († 1428).

Il laisse plusieurs fils illégitimes.

## Source
- Général baron Guillaume, « Guillaume Ier », Académie royale de Belgique, Biographie nationale, vol. 8, Bruxelles, 1885 [détail des éditions], p. 472-474